# 巴巫寧
巴巫寧，是台灣卑南族下賓朗部落傳說中的始祖，在原部落和南王部落發生衝突時挺身而出試圖阻止戰爭，並且被南王部落的氏族長老看中而留在那裡，並且成為下賓朗部落的始祖。

## 傳說

### 背景
巴巫寧來自知本部落，是知本部落的一個青年領袖。在十七世紀中期，知本部落和南王部落爆發滑地戰役並且戰敗、被南王的族人所追殺四散，這時巴巫寧為了防止傷害擴大，不顧親友的阻止前往南王部落，試圖說服南王部落停止追殺。

### 賞識
巴巫寧抵達南王部落後，很快就被南王部落的青年給抓住了，原本他是是要被殺死的，但這時沙巴彥氏族（Sapayan）氏族的長老看中他的勇氣，認為就這樣殺死一個勇士太可惜了，因此阻止其他人殺死他、並將他收為自己的義子。

### 結婚
後來大巴六九部落（即泰安部落）的族人在進行火耕的時候，不小心延燒到沙巴彥氏族的獵場並引發火災。後來在該部落的族人登門道歉時，沙巴彥氏族的長老（也就是巴巫寧的義父）表示要他們抓來一隻大白熊（意旨部落中最美麗的女性）作為賠償，大巴六九部落因此把全部落最漂亮的女性勒勒（Legleg）送去，而長老便很快讓巴巫寧和勒勒結婚。

### 自立
巴巫寧在成家生子後，向長老和部落頭目阿蒲魯岸（南王部落第八任頭目）表示想要離開部落自立門戶，得到阿蒲魯岸的同意，便在自己之前打獵經過時看中的拉達拉帶（Rataratay）的地方建立了自己的家屋，蓋房子的時候他天天去附近的竹林裡砍竹子，並且把堆成一堆，而有一天他發現竹堆上出現台灣雲豹吃剩的山羌屍體，覺得有點不安並回家請示長老，長老則表示那代表那裡的獵物會很多，要他不要擔心；後來在他們正式開始生活在那裡時，獵物也的確多到光是內臟都堆積如山了。

### 命名
在巴巫寧遷居後，沙巴彥氏族的長老前去查看他們的狀況，而因為他們在而因為他們在山坡上建屋，長老們便以上坡、登上之意（Paskysky）將當地取名為Pyuasky，另有說法認為該部落的名字來自他們在那裏堆著的內臟堆（pynabuka）。

### 其他說法
以上傳說比較偏向知本部落等石生系統的說法，南王部落本身的說法則認為，巴巫寧在來到部落後成功見到了阿蒲魯岸，並且以自己卓越的口才促使雙方和解，因此被阿蒲魯岸看中、將他留在部落並讓他入贅於自己家中，但後來又因為他的知本部落出身而懷疑他，於是把下賓朗部落的傳統位置交給他管理並藉此讓他離開部落。

## 現代研究
巴巫寧的傳說顯現出下賓朗部落在位置、文化和歷史淵源上，都處於卑南族石生、竹生系統交會處的特色。